# Ласа де Села
Ласа де Села (енгл. Lhasa de Sela; Биг Индијан, 27. септембар 1972 — Монтреал, 1. јануар 2010) била је певачица која је певала на шпанском, енглеском и француском језику.

## Дискографија
- 1997 — Ла Лорона (Audiogram/Atlantic)
- 2003 — The Living Road (Audiogram/Nettwerk)
- 2009 — Ласа

## Филмографија
- 1997 — Ел Десијерто
- 2005 — Кон тода палабра
- 2009 — Rising